# Menkalinan
Menkalinan (zkráceně β Aur) je jméno proměnné hvězdy v souhvězdí Vozky. Její jméno znamená v arabštině ramena či plece toho, kdo vede otěže.
Menkalinan je spektroskopická a zákrytová dvojhvězda. Jde o proměnnou hvězdu typu Algol, kdy jedna hvězda z pohledu pozorovatele ze Země pravidelně přechází před druhou. Jasnost Menkalinanu proto kolísá s periodou 3,96004 dne mezi +1,85 magnitudy až +1,93 magnitudy. Jde o druhou spektroskopicky objevenou dvojhvězdu.
Obě složky Menkalinanu patří ke hvězdám spektrální třídy A2. Menkalinan je od Země vzdálen 82 světelných let.

## Možný průvodce
Ve vzdálenosti zbruba 14 úhlových vteřin od jasné dvojhvězdy se nachází slabě zářící hvězda magnitudy 14. Tato hvězda je možným kandidátem na dalšího člena systému. Menkalinan by tak byl trojhvězdou.